# 吉岡宏高
吉岡 宏高（よしおか ひろたか、1963年 - 2022年11月26日）は、日本の地理学者、観光学者。まちづくりコーディネーター。専門は、観光まちづくりの政策展開プロセスを研究。

## 人物
北海道三笠市出身。父は北炭幌内炭鉱の事務職員であった。北海道岩見沢東高等学校卒業。1986年福島大学経済学部卒業。1986年日本甜菜製糖に入社。1992年たくぎん総合研究所研究員。その後、たくぎん総合研究所主任研究員。
1997年からまちづくりコーディネーターとして独立。1998年北海道二十一世紀総合研究所客員研究員、その後、道都国際観光専門学校インターナショナルトラベル学科、日本ビジネス綜合専門学校観光学科、札幌商工会議所付属専門学校、札幌市立高等専門学校の各非常勤講師を経て、2004年札幌国際大学観光学部専任講師。2005年札幌学院大学大学院地域マネジネント研究科修士課程修了（指導教授:太田清澄）。2006年札幌国際大学観光学部助教授。2007年札幌国際大学観光学部准教授。
2007年NPO法人炭鉱の記憶推進事業団を設立、理事長。衰退する空知地方の旧産炭地を盛り上げるべく、炭鉱遺産を活用した地域おこしに取り組み、空知地方の炭鉱と室蘭市の鉄鋼業と小樽市の港湾と各地を結ぶ鉄道を結びつけた「炭鉄港」の日本遺産認定に向けた活動に尽力し、夕張市石炭博物館館長も務めた。
2010年札幌国際大学観光学部教授。2015年金沢大学大学院自然科学研究科環境工学博士後期課程単位取得満期退学。札幌学院大学大学院地域マネジメント研究科非常勤講師。2018年夕張市石炭博物館館長。2019年札幌国際大学退職。
旅行業務取扱管理者取得者。また炭鉱遺産に関する取り組みの他、2003年から霧多布湿原ナショナルトラストの理事を務めるなどエコツーリズムを通じた観光振興にも取り組んだ。
2022年11月26日、急性大動脈解離のため札幌市の病院で死去。

## 著書
- 『炭鉱遺産でまちづくり　幌内炭鉱の遺言を主題にマネジメント』（富士コンテム、2005年）
- 『明るい炭鉱』（創元社、2012年）

## 外部サイト
- 吉岡　宏高　略歴